# Suottasjekna
Suottasjekna (ibland Suottasjiegna) är en glaciär i Sareks Nationalpark, belägen i den norra delen av Sarektjåkkåmassivet. Glaciären avvattnas av Suottasjåkko som sommartid kan föra tämligen stora vattenmängder norrut mot sjön Kutjaure. Suottasjekna är, tillsammans med Mikkajekna, den tredje största glaciären i Sarek.